# BioSteel
BioSteel – marka handlowa bardzo wytrzymałego materiału, stworzonego z białka zawartego w nici pajęczej. Marka należy do Nexia Biotechnologies. Do produkcji tego białka są użyte transgenetyczne kozy, którym wszczepiono geny pająków.
Od dawna próbuje się produkować nicie pajęcze na skalę przemysłową z uwagi na ich wytrzymałość. Można je stosować w kamizelkach kuloodpornych i wszędzie gdzie używa się kevlaru. Dodatkowo materiał ten jest lżejszy od kevlaru i wytrzymalszy.